# 脳梁
脳梁（のうりょう、corpus callosum、CC）とは、左右の大脳半球をつなぐ交連線維の太い束である。大脳の正中深く、すなわち大脳縦裂の底、側脳室の背側壁に位置し、左右の大脳皮質の間で情報をやり取りする経路となっている。ヒトの場合、約2億 - 3億5000万の神経線維を含む。大脳の容積と比較した相対的な脳梁の断面積は、女性の方が男性よりも大きいとする研究があるが、これに反証する大規模なメタアナリシスも報告されている。近年になって、実験手法の発展に伴い拡散強調MRIなどを用いて断面積以外の要素に着目して男女差ありとする研究も報告されるようになってきているが
、男女差なしとする研究も依然として報告されており、確定した結論が得られない状況である。

## 発生
脳梁は神経管から発生し、脳の回転にしたがって吻側と尾側で丸く折れ曲がる。脳梁線維の髄鞘化はゆっくりと起こり、完全に髄鞘化されるのは思春期頃である。髄鞘化は脳梁の後部から前部に向かって進む。

## 解剖

脳梁の位置を様々な方向から見た動画。脳梁を赤で、それ以外の部位を半透明にして示してある。（出典：Anatomography）

脳梁は左右の半球を結合する線維がむき出しになった部分とみることができる。脳梁線維は一方の半球から他方の半球へ信号を送る交連線維の中でも最も重要なひとつである。左右の半球は他に、前交連、後交連などの線維で結合されている。
脳梁は、より外側では脳梁線維は大脳半球の白質に埋もれ、正中付近でだけ脳梁として現れている。脳梁の外側端は、帯状回の腹側端と側脳室の外側端である。帯状回は脳梁の全体を取り巻いている。その内側で脳梁は側脳室の背側壁をなし、さらに背側では大脳縦裂のクモ膜下腔に軟膜を隔てて接している。正中部では腹側で透明中隔に接している。
脳梁の吻側（ヒトの場合は前方）端は大脳の丸みに沿うような形で折れ曲がっている。そこでは脳梁は透明中隔および側脳室を半球の白質と隔てている。尾側端もいくぶん腹側に曲がっているが、折れ返るほどではなく、脳梁膨大と呼ばれる肥厚を作って帯状回に包まれている。
MRIによる研究において、脳梁の形･大きさには性差があるという報告がなされており、大脳の容積と比較した相対的な大きさは、男性よりも女性の方が大きい傾向が報告されている。ただし大脳の容積は男性の方が大きく、脳梁の大きさの絶対値には性差がない。また、脳梁の大きさの性差について、否定的な結果も複数示されている。ただし一部には、脳梁の性差を男女の神経心理学的な差、たとえば言語機能が男性の方が片側優位であるのに対し女性では両側性であることなどと結びつける説がある。

## 機能
脳梁線維は交連線維であり、ある皮質領域から対側の同じ領域または対側の異なる領域へ信号を送っている。脳梁の部位と、そこを通る神経線維が結合する脳の部位は、ある程度位置的に対応している。例えば脳梁前部（脳梁膝）は左右の前頭前野を、中部は左右の運動領域を、後部は左右の視覚野を結ぶ線維からなっている。左右の半球で連絡の多いところと少ないところがあり、たとえば手足の知覚領域は半球間の連絡をまったくもたないが、視覚連合野は左右で密接に連絡している。

## 異常
てんかんには、脳梁を通って信号が激しく行き来する病型がある。このような症例に対して、脳梁の一部を切断する手術（脳梁離断術）が施される。ただし脳梁が病態においてどのような役割を負っているのか、脳梁離断術がなぜ効くのかはよくわかっていない。著効例も多いがあまり効果のない例もあり、侵襲の大きさも嫌われて、最近では薬物療法にとってかわられつつある。
このような手術によって左右の大脳半球が分離された状態のことを分離脳と呼ぶ。分離脳の患者から、様々な認知神経科学に関する知見が得られている。

### 後天性脳梁病変が認められる疾患
多発性硬化症
欧米で報告される多発性硬化症（MS）では脳梁病変を伴う場合が多いが、日本では脳梁病変の報告は少ない傾向にある。しかし多発性硬化症としては感度、特異度ともに高い所見である。
脳血管障害
高血圧性出血による脳梁病変はほとんど存在しないが、梗塞は生じえる。脳梁膨大部が梗塞の好発部位であり、特にCADASILの症例では多い。そのほか、AVMによる出血なども報告されている。
腫瘍
膠芽腫、星細胞腫、胚細胞腫といった脳腫瘍のほか、悪性リンパ腫、転移性脳腫瘍で脳梁病変は存在しうる。
びまん性軸索損傷
大脳鎌による脳挫傷や脳ヘルニアとは別にびまん性軸索損傷（DAI）では脳梁にT2延長病変が認められる。しかし、病理学的には異常は認められない。
Marchiafava-Bignami disease
慢性アルコール中毒患者に生じることが多い。主にビタミンB群の欠乏が原因とされている。脳梁に病変が好発する。
ADEM
急性散在性脳脊髄炎（ADEM)も脳梁病変を認める。感染後の自己免疫性疾患である。
一過性脳梁膨大部病変
原因除去で画像上1週間程度で消失する予後良好な疾患である。臨床症状は乏しい場合が多い。最も多い原因はフェニトイン、カルバマゼピンといった抗痙攣薬の投与で起るものである。そのほか、脳炎（感染性、薬剤性）、脳症、代謝異常（アルコール中毒、低栄養など）、血管炎（SLEなど）、腎不全、電解質代謝異常、けいれん重積、外傷でも起りえる。
可逆性脳梁膨大部病変（mild encephalitis/encephalopathy with a reversible splenial lesion：MERS）
MERSとは脳炎、脳症症状伴って出現する脳梁膨大部病変のことであり多くはDWIで高信号を示し、Gd増強効果を認めない。多くは1週間以内、長くとも1カ月以内に異常信号域は消失する予後良好な疾患とされている。臨床症状は異常信号を示す障害部位に一致せず、部位特異性の機序も不明とされている。疾患概念としては未確立な点も多いが、MERSを認識することで不要な検査を省略できる可能性が提唱されている。

## 画像

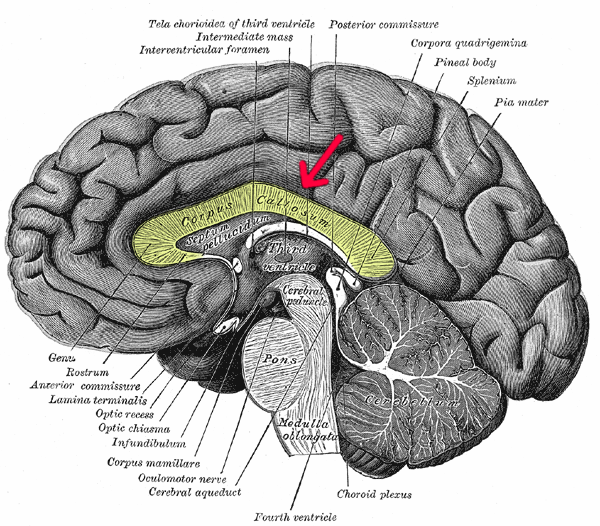
脳を矢状断した図。矢印の先、黄色で示す領域が脳梁。
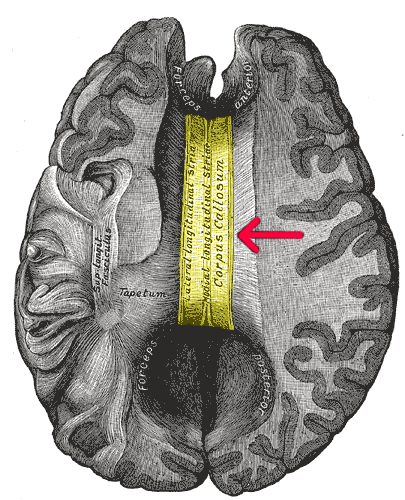
ヒト脳を水平断して上から見た図。向かって上が前側。矢印の先、黄色で示す部分が脳梁。上下の丸い窪み（上が小鉗子、下が大鉗子）は、解剖時に空けたもの。
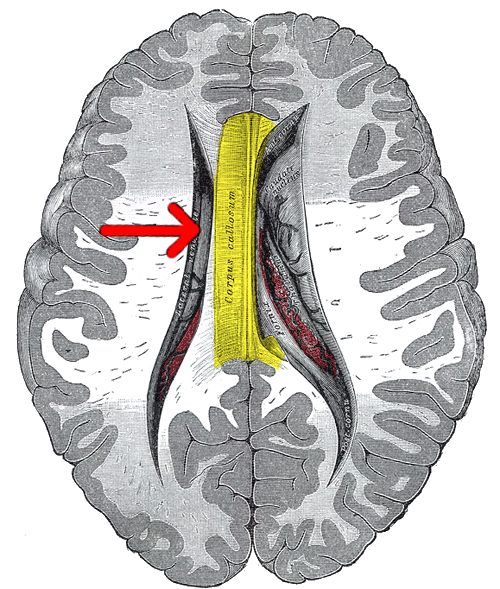
同じくヒト脳を水平断して上から見た図。こちらの図では小鉗子、大鉗子はくり抜いていない。脳梁の周囲を側脳室（脳梁の左右にある縦長の空洞）が見える高さまで切り取ってある。
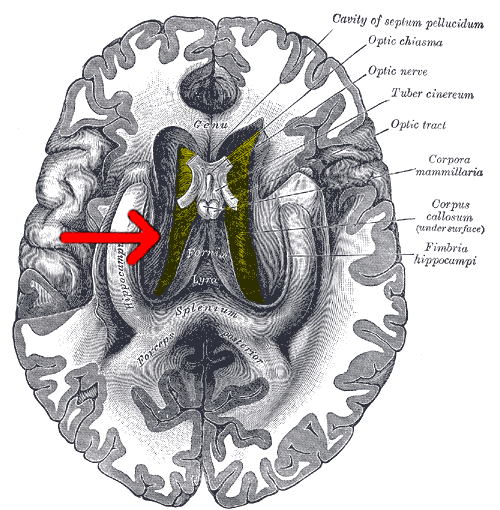
こちらは水平断して下から見た図。
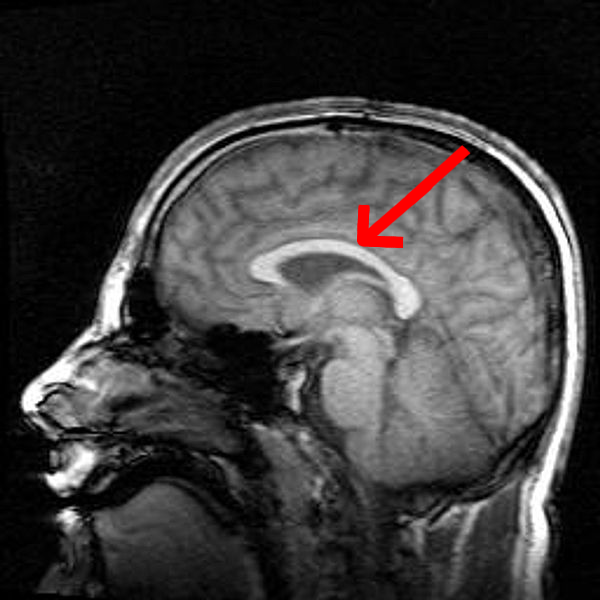
核磁気共鳴画像法で見たヒト頭部の矢状断。矢印の先、画像中央の白い所が脳梁。
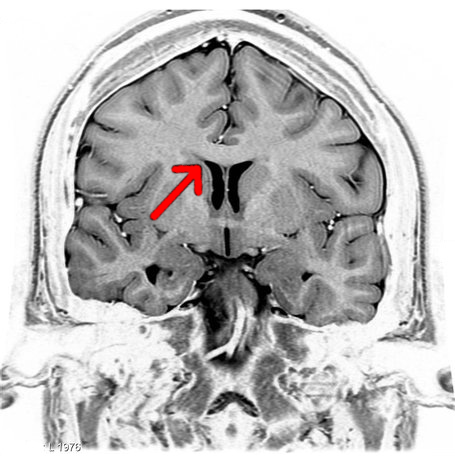
同じく核磁気共鳴画像法で見たヒト頭部。こちらは冠状断。矢印の先、側脳室（二対の黒い空洞）の上を左右に走る白っぽい灰色の部分が脳梁。
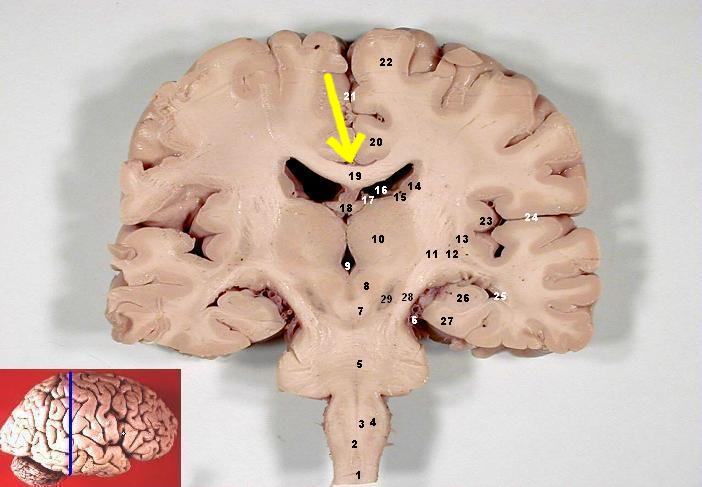
実際のヒトの脳の冠状断。矢印の先、側脳室の空洞の上を左右に走る白質が脳梁（図中番号で19番）。
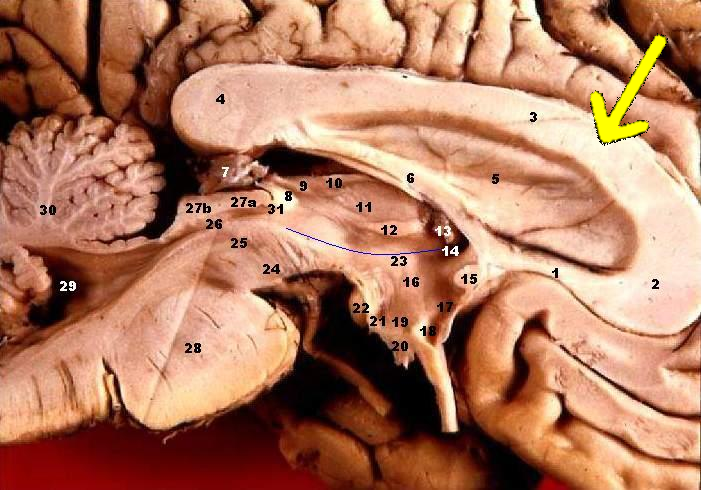
実際のヒトの脳の正中矢状断。間脳周辺を拡大したもの。矢印の先、ひらがなの「つ」を横に引き伸ばしたような形をした部分が脳梁（図中番号で1番から4番まで）。
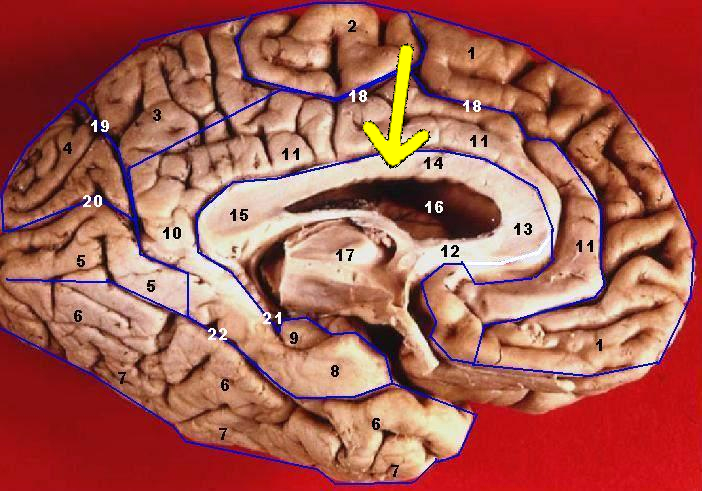
実際のヒトの脳の矢状断。左の図から脳幹と小脳、そして透明中隔を取り除いてある。矢印の先、ひらがなの「つ」を横に引き伸ばしたような形をした部分が脳梁（図中番号で12番から15番まで）。
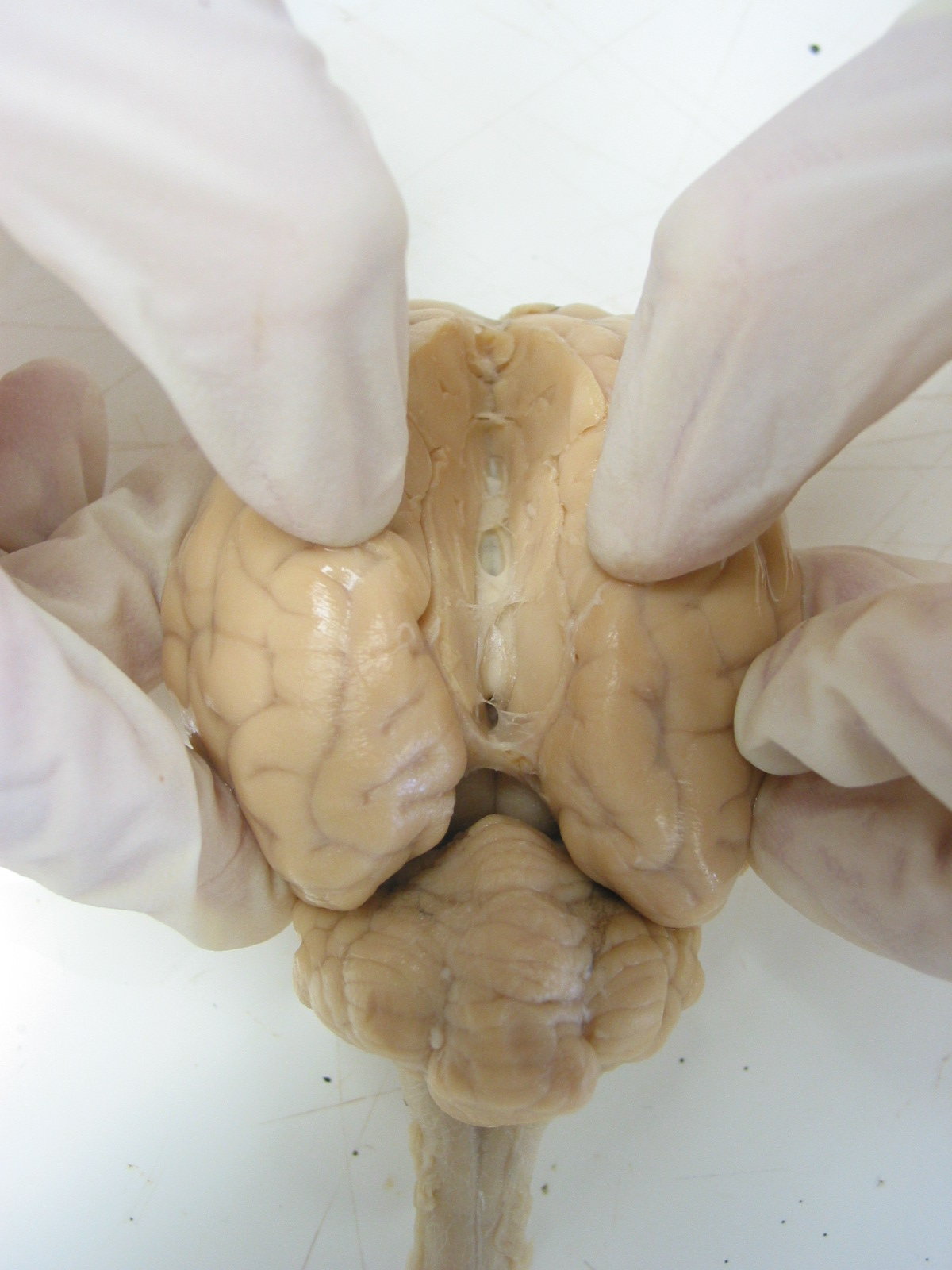
これはヒツジの脳。左右の大脳半球の間の溝（大脳縦裂）を開き、下にある脳梁を露出させている。
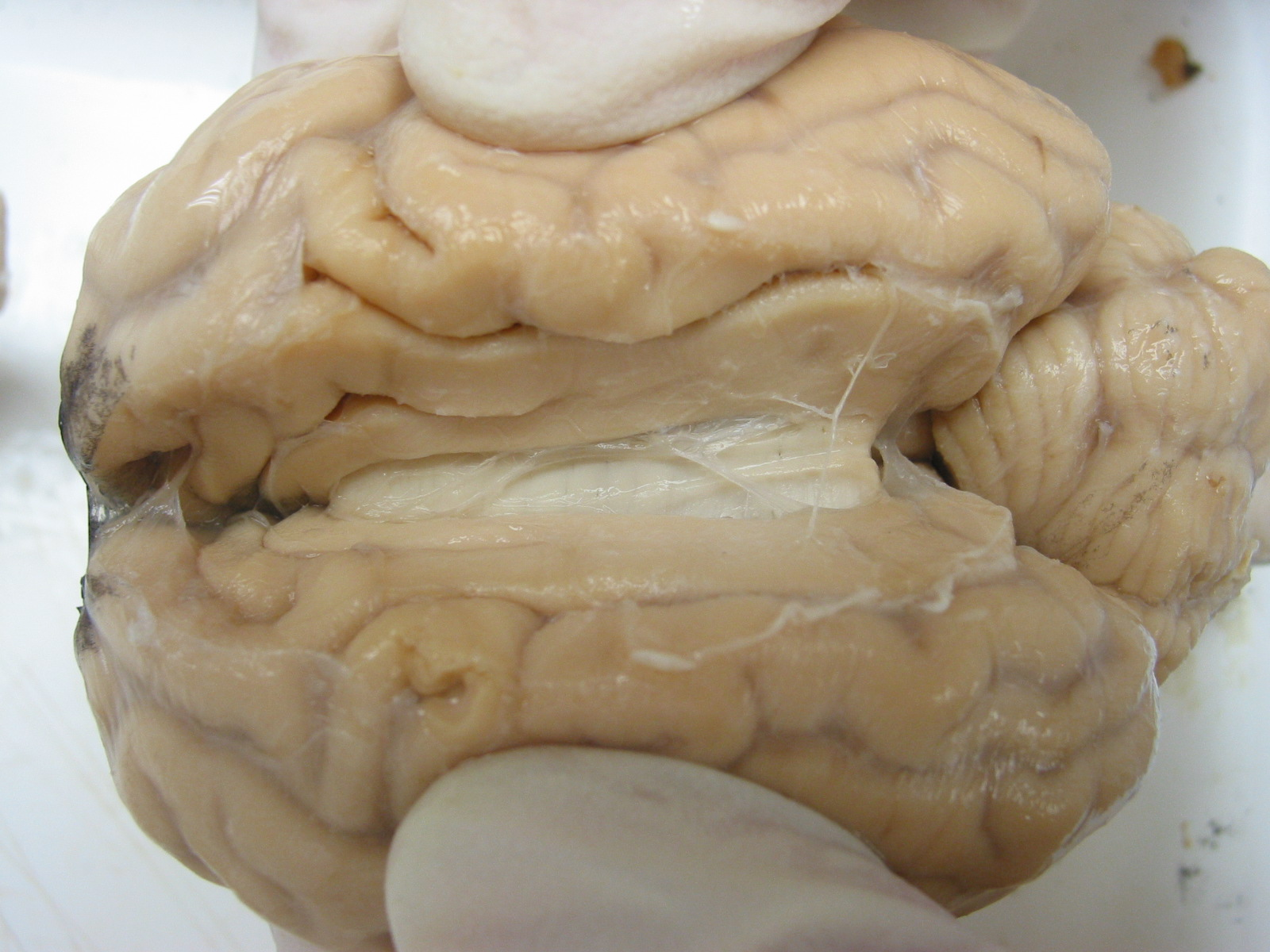
左の拡大。二つの大脳半球の間をつなぐ白い部分が脳梁。
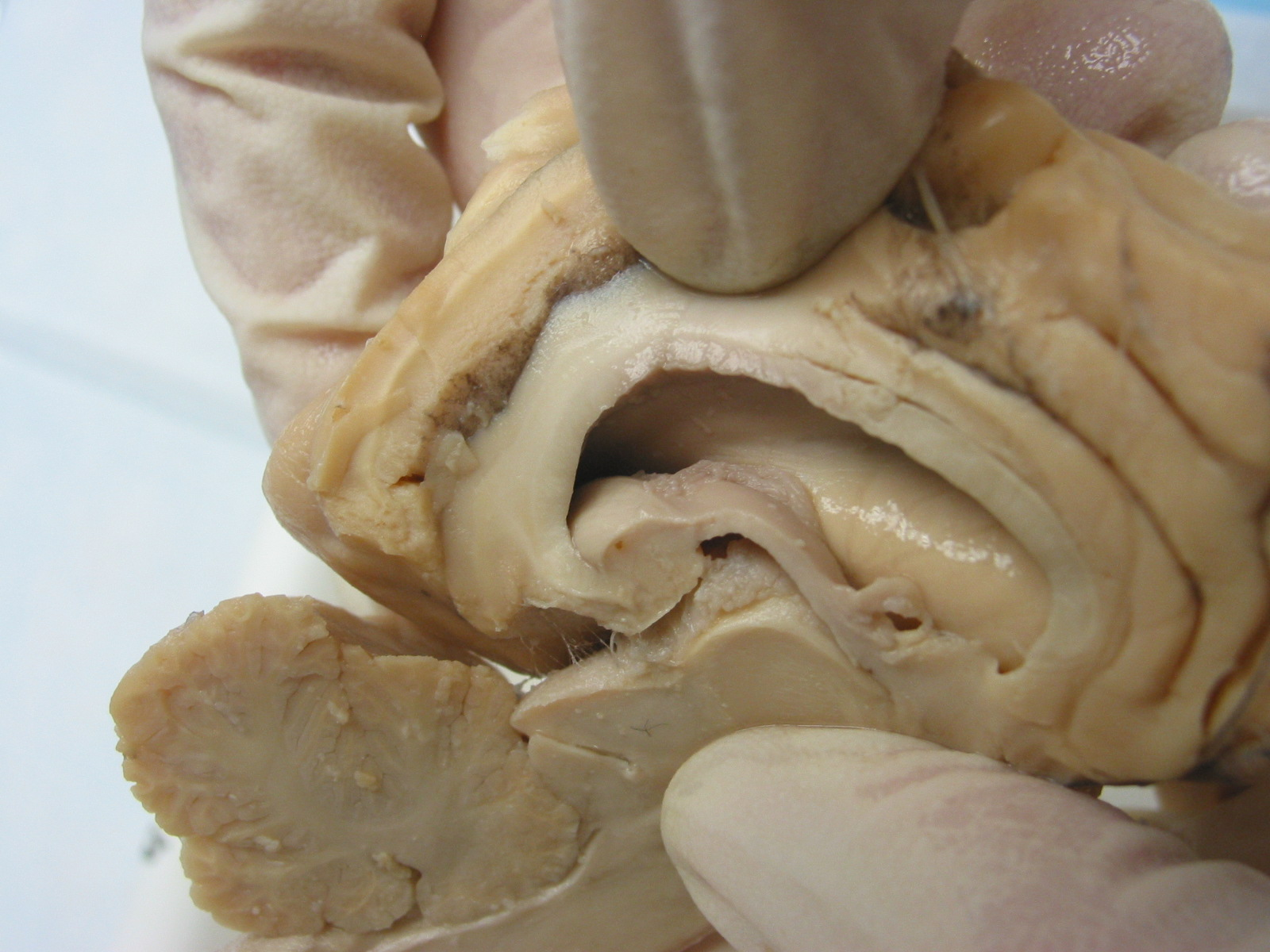
同じくヒツジの脳。矢状断。側脳室を見せるために、脳梁を少し引っ張り上げている画像。
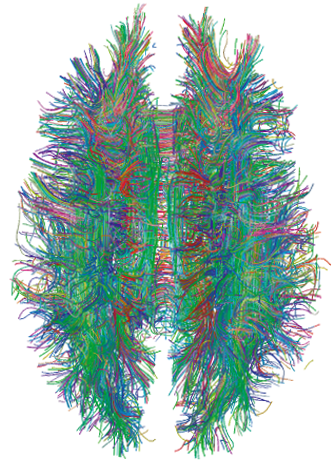
拡散テンソル画像のファイバー・トラッキング。スパゲッティの束のような形で、脳内での神経線維の走行方向を表示している。これはヒト大脳を上から見ている。画像中央、神経繊維が左右に走る帯状の部分が脳梁。神経線維はそこから放射状に伸びていく。
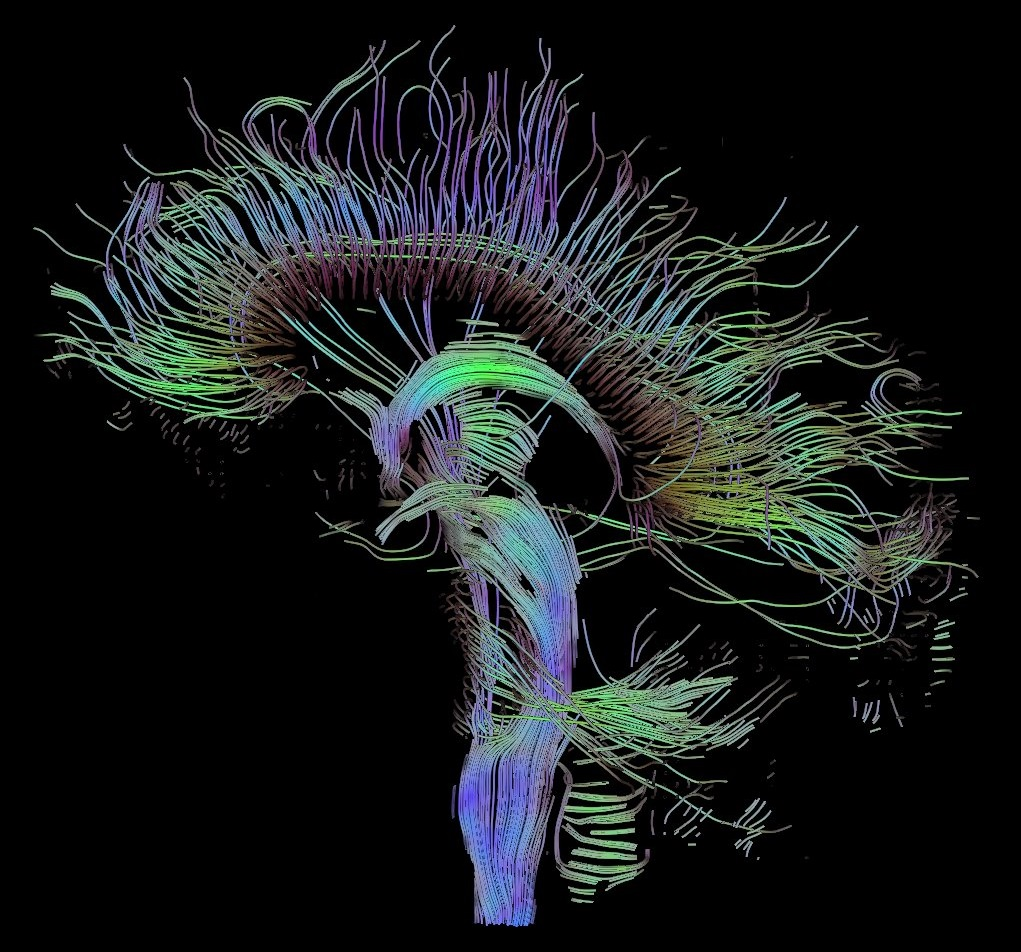
同じく拡散テンソル画像のファイバー・トラッキング。これは脳を側面から見ている。画像上部、扇形に放射しているのが脳梁から出て行く神経線維。
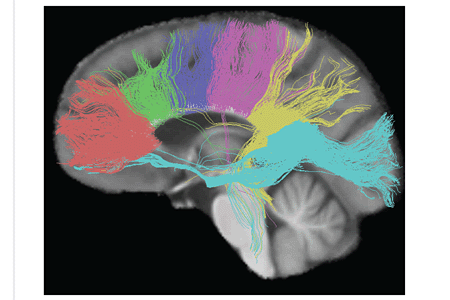
同じく拡散テンソル画像のファイバー・トラッキング。これも左の画像と同じ角度から、つまり脳を側面から見ている。脳梁を6つの領域に区分し、それぞれの場所から出て行く神経線維の様子を色分けして表示している。

## 関連文献
日本語のオープンアクセス文献
- 大槻 美佳 「脳梁および近傍領域損傷による高次脳機能障害」 脳神経外科ジャーナル Vol. 18. No. 3. pp.179-186 (2009)
- 馬場 啓至ら 「脳梁離断術の歴史と手術適応」 脳神経外科ジャーナル Vol. 16. No. 3. pp.177-183 (2007)
- 緑川 晶, 河村 満 「脳梁無形成例における離断症候—鏡映描写課題による検討から—」 高次脳機能研究（旧 失語症研究）Vol. 23 (2003) , No. 1 pp.19-25